# 2252 CERGA
2252 CERGA је астероид главног астероидног појаса са средњом удаљеношћу од Сунца која износи 2,616 астрономских јединица (АЈ).
Апсолутна магнитуда астероида је 11,9.